# Anschwemmfilter
Anschwemmfilter sind Filter, die zur Filtration von Teilchen Filterhilfsmittel benutzen, meist Kieselgur oder Perlite, die als Filtermittel angeschwemmt werden. Der Filterträger ist ein Druck- oder Klappbandfilter. Das benutzte Filterband ist eher grob.
Die Feinfiltration wird dadurch erreicht, dass zunächst ein Anschwemmmittel (z. B. Zellulose) auf die Filterfläche aufgebracht wird. Mithilfe des Anschwemmmittels bildet sich ein feiner Filterkuchen, dessen Poren wesentlich feiner als die des Filterträgers sind.
Zunächst wird unter Einsatz einer Trägerflüssigkeit das suspendierte Filterhilfsmittel angeschwemmt. Sobald sich ein Filterkuchen aufgebaut hat, wird auf die zu filtrierende Flüssigkeit (das Unfiltrat) umgestellt. Das Filtrat, bzw. die geklärte Flüssigkeit, fließt nach unten ab. Nimmt der Gegendruck zu, so tendiert der Filterkuchen zum Dichtmachen, d. h. bei einer Überschreitung eines Grenzwertes würde der Filtrationsvorgang unterbrochen und eine Regeneration müsste eingeleitet werden. Um dies zu verzögern, wird der Anteil an Filterhilfsmittel erhöht, bis die Differenzdruckzunahme geringer verläuft.
Eine Sonderform stellt die Polstofffiltration dar, die nach ähnlichem Prinzip funktioniert. Im Unterschied zur klassischen Anschwemmfiltration sind dort jedoch Textilfasern als Filtermittel dauerhaft und auch während der Abreinigung auf dem Filterträger fixiert. Der Vorteil dieser Variante ist, dass hierdurch die Aufbereitung und Rückgewinnung der Filtermittel entfällt und gleichzeitig eine deutlich geringere Menge an Schlammwasser anfällt.
Die Anschwemmfilter können dort eingesetzt werden, wo viele sehr feine Teilchen aus einer Flüssigkeit entnommen werden sollen: für Öl in der Metall verarbeitenden Industrie oder für Bier und Wein zur Ausfilterung von Hefe und anderen Trubstoffen.